# Gnathoncus procerulus
Gnathoncus procerulus är en skalbaggsart som först beskrevs av Wilhelm Ferdinand Erichson 1834.  Gnathoncus procerulus ingår i släktet Gnathoncus och familjen stumpbaggar. Inga underarter finns listade i Catalogue of Life.